# Аксёнов, Сергей Николаевич
Серге́й Никола́евич Аксёнов (род. 10 мая 1972, Благовещенск) — российский футболист, игрок в футзал и мини-футбол. Мастер спорта России международного класса.

## Биография
Спортивную карьеру начинал в большом футболе. На протяжении нескольких сезонов играл за шуйский «Спартак-Телеком» в первенстве КФК. Затем ушёл в футзал. Выступая за «Полигран». Некоторое время провёл в мини-футболе.
Закончив играть, перешёл на работу в ФК «Текстильщик» Иваново. С 2006 по 2009 годы работал администратором команды. С 2009 года — старший администратор клуба. С 2019 года — начальник команды. Всего на разных должностях он отработал в нём 16 лет. 1 июня 2022 года Аксёнов покинул «Текстильщик».

## Достижения
- Обладатель Кубка УЕФС (Кубок обладателей кубков): 2000
- Чемпион России: 1998
- Обладатель Кубка России: 2000[4].